# 纹影法
纹影法是一门主要用于测量速度，拉伸率等物理量的物理测量方法。

## 测量对象
纹影法测量的是从光源发出的光线在通过不均匀折射率场时，受扰动的光线对于未扰动光线的偏转角。

## 测量方法
纹影法测量偏转角时，由于偏转角太小，无法直接测量。此时需要用一块屏幕放在离光源足够远的地方，离开测试段的光线曲率将发生了很大变化。纹影仪是用刀口去切割光源像。因此设置相应的光路布置，在光源焦点处放置一个刀口去切割光源像，由刀口放的位置与屏幕上的光强分布，即亮、暗程度来判断偏转角的大小，再由偏转角来决定不均匀折射率场的折射率梯度。